# Meðallandsbugur
Meðallandsbugur är en bukt i republiken Island.   Den ligger i regionen Suðurland, i den södra delen av landet, 220 km öster om huvudstaden Reykjavík.